# Sächsische Landesärztekammer (Gebäude)

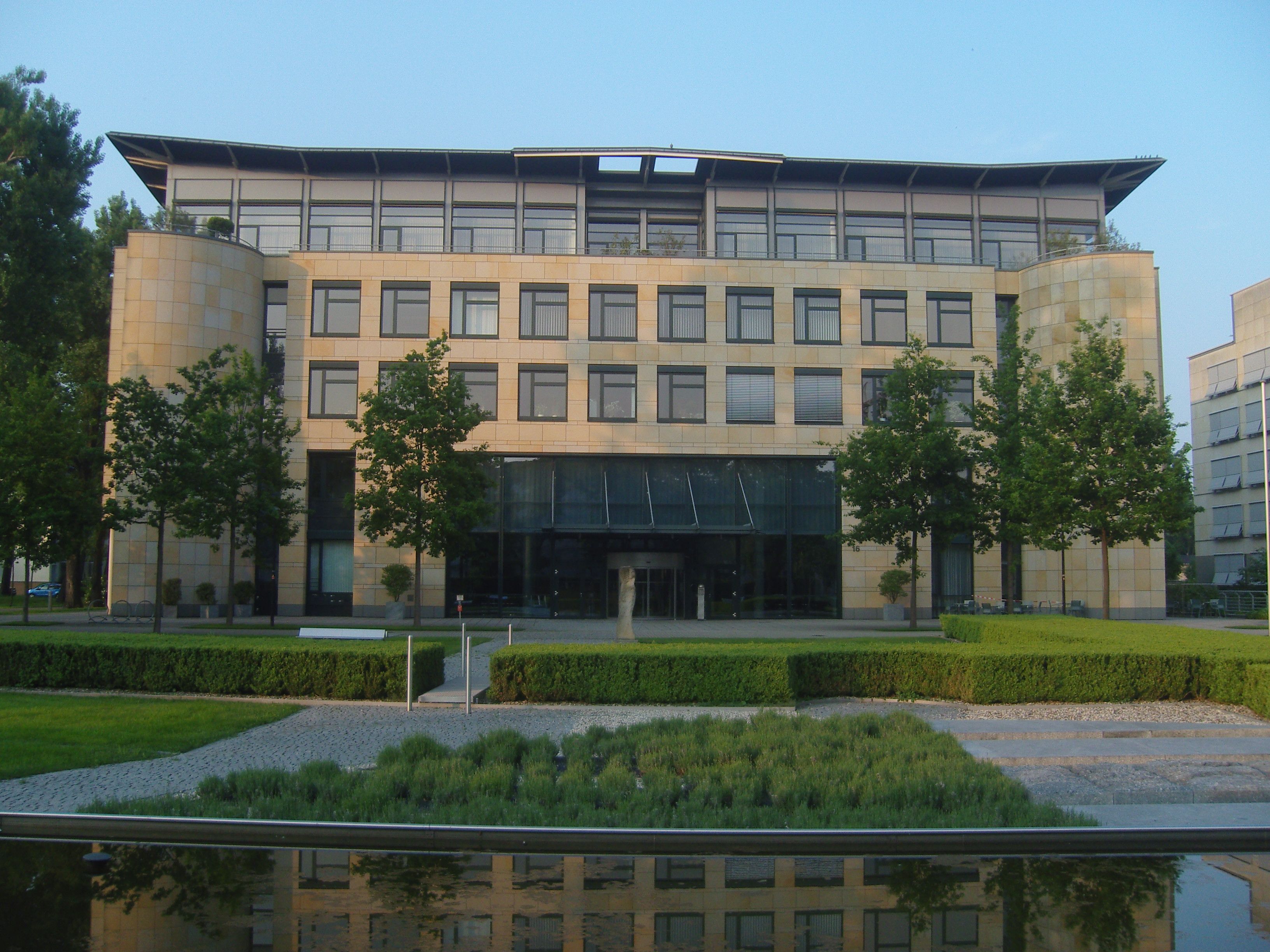
Sächsische Landesärztekammer

Das Gebäude der Sächsischen Landesärztekammer wurde von den Architekten Manfred Zumpe & Partner von 1995 bis 1996 in der Dresdner Albertstadt auf der Schützenhöhe 16–18 (früher die Fabrice-Kaserne) errichtet. Der Komplex stellt, bestehend aus einfach und klar gestalteten Einzelteilen, eine „eindrucksvolle Repräsentation der Sächsischen Landesärztekammer“ dar.

## Beschreibung
Der fünfstöckige Bau wurde als Sitz der Sächsischen Landesärztekammer auf dem Gelände der früheren Fabrice-Kaserne errichtet. Es ist ein Gebäude, das sich nach Norden öffnet und auf einem U-förmigen Grundriss errichtet worden ist. Im Erdgeschoss befindet sich das Foyer, das zu einer zweigeschossigen Empfangshalle und zu einem runden Plenarsaal führt. Das Gebäude ist mit Sandstein verkleidet. Im Süden ist die Fassadenfront mit Haupteingang zu sehen, flankiert zu beiden Seiten mit Türmen. Diese Türme sind massiv und haben eine konvexe Krümmung. Über dem torartigen Hauptportal ruht eine Lochfassade. Darüber erhebt sich ein gläsernes Staffelgeschoss mit Pultdächern, deren Ecken „spielerisch“ nach oben gekrümmt sind. Dadurch ergibt sich eine „monumentale“ Vorderansicht, die den repräsentativen Charakter des Baus nur noch unterstreicht.